# Gaby Flores
Jessie Gabriela Flores Madrid, más conocida como Gaby Flores (San Pedro Sula, Honduras; 16 de noviembre de 1991), es una cantante hondureña reconocida por ser la ganadora de Código Fama en su país.

## Biografía
Inició su carrera artística en 2002. En 2005 participó en el reality show infantil "Código F.A.M.A.", donde obtuvo el primer lugar, siendo acreedora del Código Oro. Ese mismo año, viajó a México a participar en Código Fama Internacional, representando a su país. A mediados de 2005, firmó contrato por 4 años con Televisa y se volvió imagen de Mirinda. En 2006 fue homenajeada en el Festival de Juegos Tradicionales en San Marcos (Santa Bárbara), por su proyección internacional en Código F.A.M.A.. En 2008 comenzó su primera producción discográfica, producida por Guayo Cedeño, en la cual contribuyeron Aurelio Martínez, JCP, y El Gatillero de Bullak Family. Los temas fueron compuestos por jóvenes promesas de la composición hondureña, como Liam, Nelson Vacci y su hermano Jorge Alejandro Flores. En 2009 se volvió intérprete del tema oficial del Festival de Juegos Tradicionales, compuesto por su hermano Jorge Alejandro Flores.
En la actualidad se encarga de promover su disco Vive la vida.

## Participaciones

### Televisión
- Código Fama de Honduras - 2005 (Ganadora) (Honduras)
- Código Fama Internacional - 2005 (México)
- Homenaje a Roberto Gómez Bolaños (Chespirito) - 2005 (México) (Cameo)
- Comercial Destapa la chapa - 2005 (Perú) (Comparte créditos con DJ Chapa)
- Melódico Pop (Show Match) - 2006 (Argentina)
- ¡CantAmérica! - 2006 (Argentina)

### Discografía
- 2005: Código Fama Internacional
- 2009: Vive la vida

### Sencillos
| Año  | Sencillo                    | Cantante                             | Álbum                     |
| 2005 | Nicolás                     | Gaby Flores                          | -                         |
| 2005 | Pastelitos de esperanza     | Gaby Flores                          | Código Fama Internacional |
| 2006 | Un mundo perfecto           | Gaby Flores                          | Código Fama Internacional |
| 2007 | Vive la vida                | Gaby Flores y JCP                    | Vive la vida              |
| 2008 | Dímelo ya                   | Gaby Flores                          | Vive la vida              |
| 2008 | Y te vas                    | Gaby Flores                          | Vive la vida              |
| 2009 | Tiempo y distancia          | Gaby Flores                          | Vive la vida              |
| 2009 | Mi tierra                   | Gaby Flores y Aurelio Martínez       | Vive la vida              |
| 2009 | San Marcos no para de jugar | Gaby Flores y Jorge Alejandro Flores | -                         |
| 2009 | Ansiedad Remix              | King Frank y Gaby Flores             | -                         |

- Datos: Q5873821